# 李琳山
李琳山（1952年9月23日—），台灣資訊學者，中央研究院院士，曾開發全球第一套華文語音辨識系統。曾任中央研究院資訊科學研究所所長、IEEE電信學會亞太地區主席、國立臺灣大學電機資訊學院院長，現任中央研究院資訊科學研究所合聘研究員、國立臺灣大學電機工程學系及資訊工程學系教授。

## 學歷
李琳山教授1974年畢業於國立臺灣大學電機工程學系，並且在1975年及1977年由美國史丹佛大學取得電機工程碩士及博士學位。

## 簡歷
- 國立臺灣大學電機工程學系與資訊工程學系教授（1982—）、資訊工程學系系主任及研究所所長（1982—87）、研究發展委員會主任委員（2002—05）、電機資訊學院院長（2009—12）
- 中央研究院資訊科學研究所所長（1991—97）
- IEEE亞太地區主席（1994—95）
- 中央研究院資訊科學研究所合聘研究員（1985—）
- 國科會工程處電機學門召集人（1984—1989）

## 專業榮譽
- 國際語音學會 ISCA Medal for Scientific Achievement (2022)
- 中央研究院工程科學組第31屆院士（2016）
- 總統科學獎（2015）
- Exemplary Global Service Award, IEEE Communications Society（2014）
- 國際語音學會會士（Fellow, ISCA, International Speech Communication Association）（2010）
- Meritorious Service Award, IEEE Signal Processing Society（2010）
- 中華民國教育部國家講座（2004，2007）
- 財團法人傑出人才基金會傑出人才講座（2002）
- Board Member, ISCA（國際語音學會)（2001—05, 2005—09）
- Chair of Awards Committee, IEEE Communications Society（1998—99）
- Vice President for International Affairs, IEEE Communications Society（1996—97）
- Member of Board of Governors, IEEE Communications Society（1995-97）[3]
- Distinguished Lecturer, IEEE Computer Society/IEEE Signal Processing Society（1995/2006）
- 中華民國教育部學術獎（工科)（1993）
- 電機電子工程師學會會士（IEEE Fellow，1992）[4]
- 中國電機工程學會電機工程獎章（1991）
- 國科會傑出研究獎/特約研究員（1985—99，14年共7次）
- 中華民國十大傑出青年（1985）[5]

## 知名學生
- 洪小文：微軟亞洲研究院院長。曾任蘋果電腦APP-ISS部門技術總監、微軟語音產品部門首席技術架構師。（IEEE Fellow）
- 簡立峰：Google 臺灣董事總經理。曾任中研院資訊科學研究所副所長，微軟亞洲研究院技術顧問。
- 黃正能：美國華盛頓大學電機工程學系教授。（IEEE Fellow）
- 謝清江：聯發科技副董事長。
- 陳明義：資策會技術長。
- 李宏毅：國立臺灣大學電機工程學系教授。主要研究領域機器學習、深度學習、語意理解、語音辨識。
- 陳縕儂：國立臺灣大學資訊工程學系教授。主要研究領域語言理解、對話系統、機器智慧、自然語言處理。
- 張振豪：國立中興大學電機工程學系終身特聘教授。主要研究領域混合訊號積體電路設計、系統晶片與訊號處理系統。
- 陳柏琳：國立臺灣師範大學 資訊工程學系教授。中華民國計算語言學學會理事長。主要研究領域語音辨識、資訊檢索、自然語言處理、機器學習。

## 外部連結
- 李琳山的數位典藏網站 （页面存档备份，存于）
- 李琳山 （页面存档备份，存于）的個人網頁
- 國立台灣大學電機工程學系 （页面存档备份，存于）
- 中央研究院資訊科學研究所 （页面存档备份，存于）
- http://www.ieee.org （页面存档备份，存于）

| 學術機關職務          | 學術機關職務                                    | 學術機關職務          |
| --------------------- | ----------------------------------------------- | --------------------- |
| 中央研究院資訊科學所  |                                                 |                       |
| 前任： 郭譽申（代理） | 中央研究院資訊科學所所長 1991年08月－1997年07月 | 繼任： 許聞廉（代理） |